# Stephen Carson
Stephen Carson (født 6. oktober 1980 i Ballymoney, Nordirland) er en nordirsk tidligere fodboldspiller (midtbane). Han spillede én kamp for Nordirlands landshold, en venskabskamp mod Italien 6. juni 2009.
På klubplan spillede Carson en årrække hos Coleraine i hjemlandet, og vandt den nordirske pokalturnering med klubben i 2013. Han havde også ophold i både skotsk og engelsk fodbold.

## Titler
Nordirsk pokal
- 2013 med Coleraine